# David Starr Jordan
David Starr Jordan, Ph.D.,LL.D. (19. ledna 1851 Wyoming County, New York – 19. září 1931 Stanford, Kalifornie) byl americký zoolog, ichtyolog, botanik, pedagog, eugenik a mírový aktivista; žák J.L.R. Agassize. Zabýval se systematickou zoologií; jeho formální botanická autorská zkratka je D.S.Jord. Byl prezidentem Indiana University a byl zakládajícím prezidentem Stanfordovy univerzity.

## Životopis
Jordan se narodil v roce 1851 a vyrostl na farmě v rodině sedláka v Gainesville ve Wyoming County, v severní části státu New York. Jeho rodiče učinili neortodoxní rozhodnutí vzdělávat ho na místní vyšší dívčí škole. V roce 1866 odešel jako student na nově založenou „Cornell University“ a tam také v roce 1872 získal magisterský titul. Od začátku roku 1870 tam přednášel v oboru botaniky. Na Cornellu se Jordan stal členem bratrstva Delta Upsilon. Koncem roku 1872 se přestěhoval do Indianapolisu, kde absolvoval v roce 1875 na „Indiana Medical College“ doktorát z medicíny. V roce 1878 získal na „Butler University“ další doktorát (PhD). Tentýž rok byl jmenován profesorem přírodních věd na „Indiana University Bloomington“ v Indianě. V roce 1885 se pak na této univerzitě stal prezidentem. V roce 1891 se stal prvním prezidentem na Stanfordově univerzitě. V roce 1913 přešel na pozici univerzitního kancléře, kde měl více času na své mírové aktivity. Jordan odešel do důchodu v roce 1916. Jeho první manželka Susan Bowen zemřela po 10 letech manželství, další jeho ženou, kterou si vzal, byla Jessie Knight, s níž měl čtyři děti.
Kariéra
Byl inspirován svým vzorem a učitelem Louisem Agassizem ke studiu ichthyologie. Před nástupem na fakultu přírodních věd na Indiana University Bloomington v roce 1879, učil přírodopis na několika malých středozápadních školách. V roce 1885 byl ve věku 34 let jmenován prezidentem Indiana University, a stává se tak nejmladším univerzitním prezidentem a prvním prezidentem na této univerzitě, který nebyl jmenován ministrem. Za jeho působení se zlepšila ekonomická situace a veřejná image univerzity. Zdvojnásobil zápisné a zavedl volitelný systém, stejný jako na Cornellu, který umožnil dřívější uplatňování osnov moderních svobodných umění.
V březnu 1891 byl osloven Lelandem a Jane Stanfordovými, kteří mu nabídly předsednictví na jejich nově otevřené Kalifornské univerzitě, Leland Stanford Junior University. Jordana doporučil Stanfordovým prezidentem Cornellu, Andrew White. Jeho vzdělávací filozofie byla shodná s vizí Stanfordů, oproštěná sektářství v osnovách internátní školy svobodných umění. Po konzultaci s manželkou Jordan nabídku přijal. V červnu 1891 nastoupil na Stanford a okamžitě se pustil do náboru na fakultu, jejíž otevření bylo plánováno na září téhož roku. V krátkém čase nasmlouval silný akademický tým s nímž se seznámil v akademickém světě; z patnácti zakládající profesorů většina přišla z Indiana University nebo jeho alma mater – Cornellu. Během svého prvního roku na Stanfordu byl nápomocný ve vytvoření mořské univerzitní stanice Hopkins v Pacific Grove. Na Stanfordu působil jako prezident do roku 1913, pak přešel na funkci kancléře a v ní působil až do svého odchodu do důchodu v roce 1916.
Kancléř byl také volen prezidentem Národní asociace vzdělávání (NEA).
Kromě funkce prezidenta na Stanfordu, byl Jordan znám též jako mírový aktivista. Argumentoval mj. tím, že válka škodí lidskému druhu, protože odstraní nejsilnější organismy z genofondu. Jordan byl prezidentem Světové nadace pro mír World Peace Foundation (1910–1914) a prezidentem Světové mírové konference World Peace Conference v roce 1915 a byl rovněž proti americké angažovanosti v první světové válce.
V roce 1925 působil Jordan jako expert na obranu ve Scopes Trial – tzv. Opičím procesu. V témže roce se stal členem Bohemian Club – (soukromý pánský klub, založený v roce 1872 z pravidelných setkání novinářů, umělců a hudebníků, brzy začal přijímat také obchodníky a podnikatele jako stálé členy, stejně jako nabízel dočasné členství univerzitním prezidentům a vojenským velitelům, sloužícím v San Francisku) a byl členem univerzitního klubu v San Francisku. Od roku 1892 do roku 1903 působil Jordan jako ředitel Sierra Clubu – (jedna z nejstarší, největší a nejvlivnější základních ekologických organizací ve Spojených státech). Působil jako člen představenstva první Nadace pro lidská práva Human Betterment Foundation, eugenické organizace založené v Pasadeně (Kalifornie) v roce 1928 „na konstruktivní podporu a pomoc a pro vzdělávání sil na ochranu a zlepšení lidského rodu v těle, mysli, charakteru a občanství“. Sloužila především pro kompilaci a distribuci informací o nedobrovolné sterilizaci v legislativě Spojených států, za účelem eugeniky.
Případ Jane Stanfordové
V roce 1905 Jordan zahájil aktivity k zamaskování údajné vraždy otravou Jane Stanfordové. Paní Stanfordová zemřela náhle během dovolené na Oahu, podle místního koronera na otravu strychninem. Jordan se pak vypravil na Havaj, najal lékaře, aby případ vyšetřil a závěrem prohlásil, že ve skutečnosti zemřela na srdeční selhání, což byl stav, jehož příznaky odpovídaly zjištěným skutečnostem. Jeho aktivity v této záležitosti byly předmětem spekulací. Jednou z variant bylo, že se prostě snaží chránit pověst univerzity. Nicméně vzhledem k tomu, že měl složitý vztah s Jane Stanfordovou a v té době jej údajně měla v plánu odstranit ho z pozice na univerzitě, byl osobní motiv na její smrti více než podezřelý. Jordanova verze smrti paní Stanfordové byla všemi přijata. S ohledem na několik publikací a s důrazem na důkazy, je v roce 2003 případ klasifikován a považován jako nevyřešený trestný čin.
Dědictví a odkaz
Jeho starší syn Eric Knight Jordan (1903–1926) šel ve šlépějích svého otce a věnoval se vědě. Zúčastnil se úspěšné paleontologické expedice na souostroví Revillagigedo a byl ve světě paleontologie považován za rostoucí hvězdu. Při dopravní nehodě poblíž Gilroy, (Kalifornie), však utrpěl smrtelná zranění a umírá ve věku 22 let. Jeho smrt byla pro otce těžkou ránou.
Jordanovy písemnosti a dokumenty jsou uloženy na Stanfordově univerzitě a na Swarthmore College.

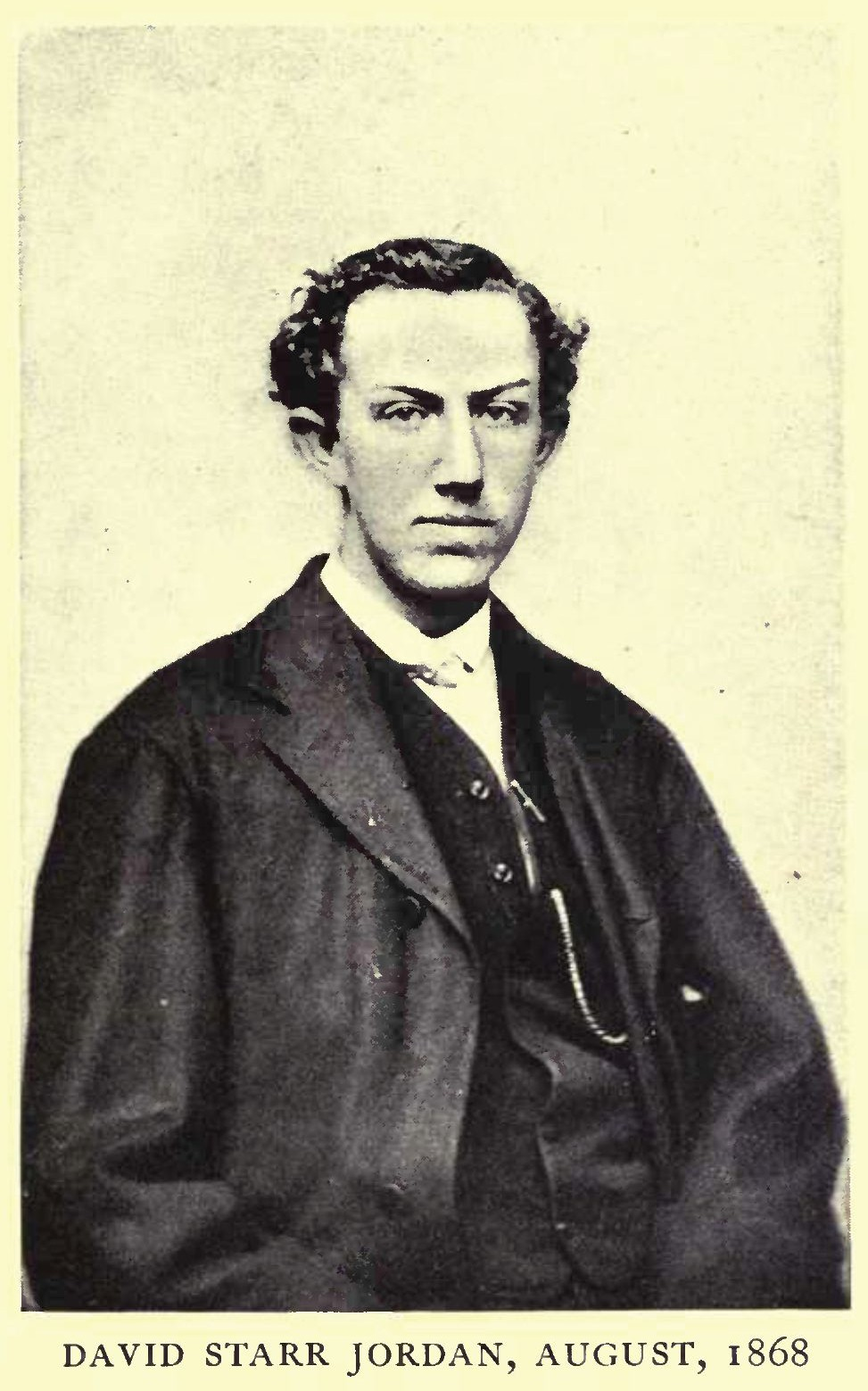
David Starr Jordan jako mladý muž

## Pocty

### Objekty
- Výzkumné plavidlo NOAA – „DAVID STARR JORDAN“[2]
- Střední škola (Jordan High School) v Los Angeles, Kalifornie
- Střední škola (Jordan High School) v Long Beach, Kalifornie
- Střední škola (David Starr Jordan Junior School) v Burbanku, Kalifornie
- Střední škola (Jordan Middle School) v Palo Alto, Kalifornie
- Jordan River, potok, který teče přes areál Indiana University Bloomington[3]
- Jordan Hall, domov univerzitního oddělení biologie na Indiana University Bloomington
- Jordan Hall, domov katedry psychologie na Stanfordově univerzitě

### Živočišné rody
- Jordania Starks, 1895
- Davidijordania Popov, 1931
- Jordanella Goode & Bean, 1879

### Živočišné druhy
- Agonomalus jordani Jordan & Starks, 1904
- Allocareproctus jordani (Burke, 1930)
- Astyanax jordani Hubbs a Innes, 1936
- Caelorinchus jordani Smith & Pope, 1906
- Caulophryne jordani Goode & Bean, 1896
- Chimaera jordani Tanaka, 1905
- Chirostoma jordani Woolman, 1894
- Choerodon jordani Snydera, 1908
- Cirrhilabrus jordani Snydera, 1904 – pyskoun plamenný
- Cyclopteropsis jordani Soldatov, 1929
- Diplacanthopoma jordani Garman, 1899
- Enneanectes jordani Evermann a Marsh, 1899
- Eopsetta jordani Lockington, 1879
- Etheostoma jordani Gilberta, 1891
- Gadella jordani Böhlke & Mead, 1951
- Hemilepidotus jordani Bean, 1881
- Lampanyctus jordani Gilberta, 1913
- Lutjanus jordani Gilberta, 1898
- Lycenchelys jordani Evermann & Goldsborough, 1907 – mník Jordanův
- Malthopsis jordani Gilbert, 1905
- Mycteroperca jordani Jenkins & Evermann, 1889
- Neosalanx jordani Wakiya & Takahashi, 1937
- Patagonotothen jordani Thompson, 1916
- Ptychidio jordani Myers, 1930
- Ronquilus jordani Gilberta, 1889
- Sebastes jordani Gilberta, 1896
- Teixeirichthys jordani Ruttera, 1897 – sapínek Jordanův
- Triglops jordani Schmidta, 1903 – vranka Jordanova

### Ceny
Cena The David Starr Jordan Prize byla založena v roce 1986 jako společná nadační cena Cornell University, Indiana University a Stanfordovy univerzity. Je udělována mladým vědcům (mladším 40 let), kteří přispějí novátorsky v jedné nebo více oblastech Jordanových oborů: evoluce, ekologie, populační a organické biologie.

### Dílo
Napsal a vydal více než 50 titulů a publikoval více než 600 vědeckých prací mnoha témat, od ichtyologie až po problematiku světového míru. Hlavní díla:
- Handbook of the Vertebrates of the North American United States (1876) – (Průvodce obratlovců Spojených států amerických)
- Sketches of Science (1887)
- The Fishes of North and Middle America (1896–1900) – čtyřdílná publikace (Ryby Severní a Střední Ameriky) – s B. W. Evermannem
- Imperial Democracy (1898)
- Fauna: The First Book of Zoology (1900) – s Vernonem L. Kellogem
- The Philosophy of Despair (1901)
- The Blood of the Nation (1902)
- Guide to the study of fish (1905)
- Life’s Enthusiasms (1906)
- War and Waste (1913)
- War and the Breed: The Relation of War to the Downfall of Nations (Boston 1915)
- Consequences of War (1914) – s H. E. Jordanem
- Ways of Lasting Peace (1916)
- Democracy and World Relations (1918)
- Shore Fishes of Hawaii
- The Story of the Innumerable Company and Other Sketches
- Days of a Man (1922) – autobiografie
- Checklist of the Fishes of North and Middle America (Soupis ryb Severní a Střední Ameriky) – spoluautor